# Фракійська єпархія

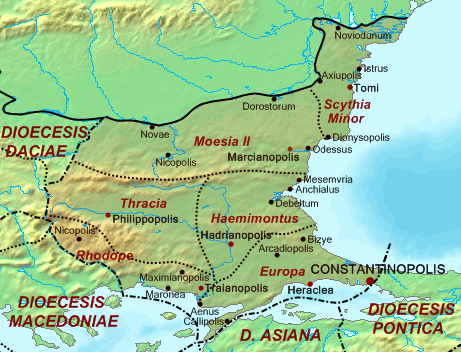
Трокайська дієцезії, 400 р.

Єпархія Фракії (лат. Dioecesis Thraciae, грец. Διοίκησις Θρᾴκης) - єпархія пізньої Римської імперії, що включала провінції східного Балканського півострова (включаючи території сучасної південно-східної Румунії, центральної та східної Болгарії, а також грецької, турецької Фракії та Придунайської України). Столицею був Філіпополіс (сучасний Пловдив, Болгарія).
Єпархія була заснована в рамках реформ Діоклетіана і Костянтина Великого, її очолював вікарій, підпорядкований преторській префектурі Сходу. Як зазначено в Notitia Dignitatum прибл. 400 р. до складу єпархії входили провінції Європа, Гемімонт, Тракія, Родопи, Мезія II і Мала Скіфія.
У травні 535 р. наказом 26 Юстиніан I скасував єпархію Фракії. Його вікарій зберіг свій ранг vir spectabilis і отримав новий титул претора Юстиніана, об’єднавши у своїй руці як цивільну, так і військову владу над провінціями колишньої єпархії, що суттєво відступило від суворого відокремлення влади від системи Діоклетіана. Через рік, у травні 536 р., дві дунайські провінції, Нижня Мезія та Скіфія, відокремилися, щоб утворити разом з іншими провінціями quaestura exercitus.

## Список відомихФракійських вікаріїв
- Елій Клавдій Дульціцій (?–361)
- Капітолін (361–363)
- Андронік (прибл. 366)
- Філоксен (прибл. 392)
- Соломон (?–582)